# Sverre Holmsen
Sverre Ryen Holmsen, född 4 mars 1906 i Transvaal, Sydafrika, död 9 oktober 1992 i Lund, var en svensk författare.
Från och med 1922 reste och arbetade han över hela världen och blev en hängiven förespråkare för global samverkan inom vetenskap och religion, något som han såg som ett fundament för mänsklighetens enhet. Många av Sverre Holmsens verk hämtar sin inspiration från Polynesien. Han var tidvis bosatt på Tahiti och han var en varm beundrare av befolkningen i Söderhavsregionen och deras kultur. Sverre Holmsen var också mycket tidigt en miljömedveten författare. Han varnade enträget sina läsare för följderna av den moderna teknikens inverkan på natur och miljö. I detta avseende får Sverre Holmsen anses som en viktig föregångare. Hans texter röjer också ett starkt engagemang för mänskliga rättigheter och för jämlikhet. En humanistisk grundsyn går som en röd tråd genom Sverre Holmsens författarskap. Sjutton av hans böcker har publicerats på svenska och han har översatts till tolv språk. Han var i många år anhängare av bahá'í-religionen.
Sverre Holmsen är begravd på Fredentorps begravningsplats i Lund.
Han var först gift med Margit Holm 1928 och därefter gift 1945 med konstnären och författaren Agda Göthlin (1920–1975) samt bror till skådespelaren och regissören Egil Holmsen.